# 纤细龙脑香
細枝龍腦香（學名：Dipterocarpus gracilis）為龍腦香科龍腦香属下的一個種。
其种加词来源于拉丁文“gracilis”，意为“纤细的”。

## 型態
細枝龍腦香是個常綠喬木，可以生長到50公尺高，直徑將近2公尺。板根不明顯，樹皮平滑，是灰白色的。葉子是卵圓形，有細毛，葉子長度約8到15公分，寬4到10公分。葉子兩邊各有10到20個對稱的側脈。花是白色帶一條粉紅色條紋。有五個細長花瓣，花呈現螺旋狀。成熟的翅果有2個深咖啡色的果翅，大約8到14公分長，實際種子的直徑大概是2公分左右。

## 分布
分布在印度東部，安達曼群島，孟加拉，緬甸，泰國，馬來半島，蘇門答臘，婆羅洲，爪哇和菲律賓。生長在熱帶雨林和半常綠季節性雨林。在東南亞，細枝龍腦香生長的海拔最高約在800公尺。